# Andrei Tarkovski
Andrei Arsenievici Tarkovski (în rusă: Андре́й Арсе́ньевич Тарко́вский; n. 4 aprilie 1932, Zavrajie, Regiunea Kostroma, Rusia sovietică - d. 29 decembrie 1986, Neuilly-sur-Seine, lângă Paris, Franța) a fost un regizor, actor, scenarist și scriitor rus. Este considerat unul dintre cei mai influenți cineaști ai erei sovietice și ai întregii istorii a cinematografiei. Este înmormântat la cimitirul ortodox din Sainte-Geneviève-des-Bois.
A jucat un rol de prim rang în dezvoltarea cinematografiei moderne, prin viziunea sa poetică și studiul asupra timpului în film (dezvoltat teoretic în cartea sa, Sculpting in Time). Născându-se și profesând într-un regim opresiv, Tarkovski s-a confruntat cu numeroase piedici de-a lungul carierei sale (care, de altfel, se limitează la 7 filme și câteva scurt-metraje - în 27 de ani). Cu toate că Tarkovski nu-și recunoaște intenția, câteva din filmele sale - Andrei Rubliov, Oglinda, Călăuza - conțin idei privite cu ostilitate de Uniunea Sovietică.

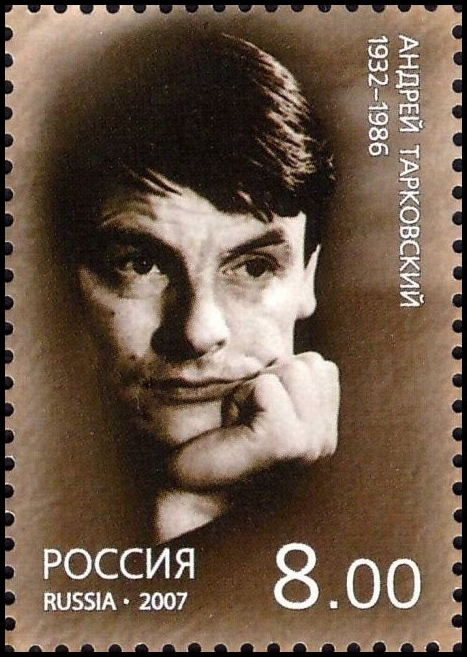
Andrei Tarkovski pe un timbru rusesc din 2007

Bunica sa din partea tatălui era de origine română.

## Tabel cronologic
- 1932, 4 aprilie - Se naște în satul Zavrajie, raionul Iurieveț, regiunea Ivanovo (astăzi, raionul Kadîisk, regiunea Kostroma), din părinții Arseni Aleksandrovici și Maria Ivanovna Vișniakova. Este botezat la biserica Nașterii Maicii Domnului din localitate, nași fiind bunica (din partea mamei), Vera Nikolaevna Petrova, și prietenul de familie Lev Vladimirovici Gornung.
- 1934, 3 octombrie - Se naște în Maloiaroslaveț, regiunea Kaluga, cel de-al doilea copil al lui Arseni și al Mariei, Marina. În decembrie familia se mută la Moscova, în apartamentul de pe strada Șipovsk (Șipka) (supranumită „locuința din copilărie a lui Andrei").
- 1935-1936 - Familia își petrece verile la ferma lui Pavel P. Gorceakov (lângă satul Ignatievo).
- 1937 - Tatăl părăsește familia, pentru a-și uni viața cu Antonia Aleksandrovna Bohonova. Divorțul oficial de Maria Ivanovna se pronunță abia în 1940.
- 1936-1939 - Timp de câteva luni pe an, Andrei împreună cu Marina locuiesc la bunica lor la Iurieveț.
- 1939 - Se înscrie în clasa I a școlii nr. 554 din Moscova și a școlii raionale de muzică.
- 1941, 22 iunie - Germania hitleristă și aliații ei (România, Italia, Ungaria și Slovacia) atacă prin surprindere, fără declarație de război, URSS și astfel, în Europa de Est, se deschide un nou front (cel mai greu) al celei de-a doua conflagrații mondiale; august - întreaga familie, împreună cu bunica, pleacă în evacuare, la Iurieveț, unde rămâne până în primăvara anului 1943. - Arseni Tarkovski se înrolează ca voluntar pe front. Luptă în bătăliile de apărare a Moscovei și pe fronturile al II-lea Baltic și al Brianskului.
- 1943, 1944, 1945 - Andrei își petrece verile în satul literar Peredelkino din împrejurimile Moscovei, unde este vizitat de tatăl său.
- 1943, decembrie - În urma unei grave răniri, lui Arseni Tarkovski i se amputează piciorul stâng.
- 1944 - Moare bunica din partea tatălui, Maria Danilovna Tarkovskaia.
- 1947 - Andrei își petrece vara la Maloiaroslaveț, în familia bunicului din partea mamei, Ivan Ivanovici Vișniakov. septembrie - Intră la școala de arte plastice. noiembrie - Se îmbolnăvește de tuberculoză. Este internat la spitalul TBC pentru copii din Moscova, unde rămâne până în primăvara lui 1948.
- 1948, 1949, 1950 - Petrece verile la țară, în satele Salkovo (lângă Zvenigorod), respectiv Mutovka (lângă Abramțevo) și Redkino (lângă Vostriakovo).
- 1951 - Termină școala. Este admis la Institutul de Orientalistică din Moscova, secția Limbă arabă.
- 1953 - Abandonează studiile, aprilie - Este angajat la Institutul de cercetări geologice Nigrizoloto din Moscova. Pleacă, pentru toată vara, în expediția din regiunea Turuhansk, bazinul râului Kureika (afluent al Eniseiului).
- 1954, aprilie - Demisionează de la Nigrizoloto. Este admis la Facultatea de regie din Institutul de Stat pentru Cinematografie (VGIK), clasa regizorului prof. Mihail Ilici Romm.
- 1956 - Scrie și regizează o parte din filmul studențesc Ucigașii (Ubiițî) (după o povestire de E. Hemingway), în care interpretează un rol episodic. Celelalte două părți sunt scrise și regizate de Maria Beika și Aleksandr Gordon (viitorul soț al Marinei Tarkovskaia).
- 1957, aprilie - Se căsătorește cu colega sa de facultate Irma Rauș. Vara, împreună cu soția și colegul de facultate Vasili Șukșin, face practică la Studioul cinematografic din Odessa.
- 1958 - împreună cu A. Gordon regizează filmul studențesc Azi nu avem permisie (Segodnia uvolnenia ne budet), în care interpretează un rol episodic. Scurt-metrajul este o comandă a Redacției de tineret a Televiziunii centrale.
- 1959 - Scrie, împreună cu colegul său Andrei Mihalkov-Koncealovski, prima variantă a scenariului Antarctida, pământ îndepărtat (Antarktida, dalekaia strana).
- 1960 - Scrie, împreună cu A. Mihalkov-Koncealovski, scenariul lucrării de diplomă, Compresorul și vioara (Katok i skripka). În aprilie începe turnarea filmului la Studioul Mosfilm.
- 1961 - Primește diploma de absolvire, cu calificativul „excelent". aprilie - Este angajat ca regizor de categoria a III-a la Mosfilm. iunie - începe lucrul la primul său lung-metraj, Copilăria lui Ivan, pe care îl termină în 1962.
- 1962, 9 mai - Premiera filmului Copilăria lui Ivan la cinematograful „Țentralnîi" din Moscova. august - Participă cu Copilăria lui Ivan la Festivalul de la Veneția, unde obține Marele premiu „Leul de aur". Călătorește cu filmul în India și în Ceylon. 30 septembrie - I se naște primul fiu, Arseni. împreună cu A. Koncealovski începe scrierea scenariului la Andrei Rubliov.
- 1963 - Devine membru al Uniunii Cineaștilor din URSS.
- 1964, august - Este membru al juriului la Festivalul de film de la Veneția. Este numit regizor de categoria a II-a la Mosfilm. noiembrie - începe filmările la Andrei Rubliov. Scrie, în colaborare cu A. Koncealovski și Cinghiz Aitmatov, scenariul la filmul Primul învățător, în regia lui A. Koncealovski.
- 1965 - Dramatizează radiofonic nuvela Turnabout de W. Faulkner, în cadrul redacției de literatură și teatru a Radioului Central. Lucrează la Andrei Rubliov. Face cunoștință cu viitoarea sa soție, Larisa Pavlovna Kizilova, asistent de regie la Mosfilm.
- 1966 - Termină filmul Andrei Rubliov. 21 octombrie - Moartea bunicii din partea mamei, Vera Nikolaevna Petrova. decembrie - Prima prezentare a filmului Andrei Rubliov, la Sala Albă a Uniunii Cineaștilor.
- 1966, 1967, 1968 - Oficialitățile de la Moscova refuză sistematic prezentarea filmului la Cannes și, în general, difuzarea lui pe ecrane, atât în țară, cât și în străinătate.
- 1967 - Lucrează, împreună cu scriitorul A. Mișarin, la scenariul filmului Oglinda. Finalizează la Chișinău, împreună cu G. Malarciuk, scenariul filmului Serghei Lazo (regia A. Gordon), unde interpretează un rol secundar. Scrie, împreună cu A. Koncealovski, scenariul filmului Tașkent, oraș al pâinii (regizor Șukrat Abbasov) și cu Artur Makarov scenariul filmului O șansă dintr-o mie (regizor Bagrat Oganesian), ambele difuzate în 1968.
- 1968 - Termină scenariul la Oglinda. octombrie - începe, împreună cu Fr. Gorenstein, lucrul la scenariul filmului Solaris.
- 1969, mai - Andrei Rubliov este prezentat, în afara concursului, la Cannes, unde primește Premiul FIPRESCI. Din septembrie, rulează cu sălile pline, timp de un an, în patru cinematografe din Paris. Cea de-a doua premieră a filmului, la Dom Kino (Casa Cineaștilor din Moscova).
- 1970 - începe filmările la Solaris. Iunie - divorțează de Irma Rauș. Se căsătorește cu Larisa Kizilova. 8 august - I se naște cel de-al doilea fiu, Andrei.
- 1971 - Călătorește în Japonia, pentru filmarea unei secvențe din Solaris. Andrei Rubliov este lansat pe marile ecrane din țară.
- 1972 - Ține cursuri postuniversitare de arta regiei la Goskino. martie - Termină lucrul la Solaris. mai - Călătorește cu Solaris la Cannes, unde câștigă Marele premiu al juriului și la Londra, unde primește Premiul pentru cel mai bun film al anului. Este numit regizor de categoria I la Mosfilm.
- 1973 - împreună cu Fr. Gorenstein scrie scenariul Ariel, după povestirea lui A. Beliaev. 2 februarie - Premiera filmului Solaris la cinematograful „Mir" din Moscova. Călătorește la „Săptămânile filmului sovietic" din Uruguai și Argentina, septembrie - începe filmările la Oglinda.
- 1974 - Termină lucrul la Oglinda. Premiera filmului la Dom Kino.
- 1975 - Oglinda este prezentat ia trei cinematografe din Moscova. Lucrează la scenariul Hoffmaniana.
- 1976 - Lucrează cu frații Boris și Arkadi Strugațki la scenariul filmului Călăuza. decembrie - Pune în scenă, împreună cu Vladimir Sedov, Hamlet de W. Shakespeare (cu Anatoli Solonițîn, Inna Ciurikova, Mărgărita Terehova), la teatrul Leninskii Komsomol din Moscova. Premiera are loc în 1977.
- 1977 - Filmează Călăuza. O mare parte a peliculei este distrusă la developare.
- 1978, aprilie - Suferă un infarct. Reface scenariul și continuă filmările la Călăuza.
- 1979 - Termină lucrul la Călăuza. 5 octombrie - Moartea mamei, Maria Ivanovna Vișniakova. Este înmormântată la cimitirul Vostriakovski din Moscova.
- 1980 - Primește titlul de Artist al poporului. aprilie - Lucrează în Italia, împreună cu Tonino Guerra, la scenariul filmului Nostalghia. mai - Călăuza este prezentat, în afara concursului, la Cannes, unde primește Premiul criticilor francezi.
- 1981 - Călătorește, cu filmul Călăuza, în Anglia și în Scoția.
- 1982 - Lucrează în Italia la filmul Nostalghia. Realizează, împreună cu Tonino Guerra, documentarul Timpul călătoriei.
- 1983 - Termină lucrul la Nostalghia. mai - Participă la Cannes cu Nostalghia. Primește Marele premiu special al juriului, premiul FIPRESCI și Premiul Juriului ecumenic. Pune în scenă opera Boris Godunov de M. Musorgski, la Opera Regală din Londra, noiembrie - începe lucrul la Sacrificiul. Este concediat de la Mosfilm.
- 1984 - Călătorește la Stockholm pentru lucrul la Sacrificiul. 10 iulie - Anunță oficial, la conferința de presă de la Milano, hotărârea sa de a nu se mai întoarce în patrie. Susține la biserica Saint-James de la Londra Prelegerea despre Apocalipsă. Are o întrevedere cu înalt Preasfințitul Antoine de Suroj, Mitropolitul Bisericii Ruse din Anglia.
- 1984-1985 - Locuiește la Berlin.
- 1985 - Apare la editura vest-germană Ullstein cartea sa Timpul pecetluit (Die versiegelte Zeit). Filmează în Suedia Sacrificiul. mai -începe filmările exterioare pe insula Gottland. noiembrie - Debutul bolii. Pe 13 decembrie se clarifică diagnosticul: cancer pulmonar.
- 1986 - Începe tratamentul la un centru de radioterapie din Franța. 19 ianuarie - Sosesc la Paris fiul său, Andrei, împreună cu soacra sa, A.S. Egorkina. 9 mai - Premiera filmului Sacrificiul la Stockholm. La Cannes filmul primește Marele premiu special al juriului. Premiul este înmânat fiului său. iulie - Este internat la clinica de antroposofie din Eschelbronn (Germania). 16 decembrie - Este internat la clinica oncologică Hartmann din Neuilly-sur-Seine (lângă Paris). Noaptea de 28 spre 29 decembrie - Moare în clinica din Neuilly-sur-Seine.
- 1987, 3 ianuarie - Este înmormântat la cimitirul rus din Sainte-Genevieve-des-Bois. Funeraliile au loc la catedrala Sf. Aleksandr Nevski.
- 1989 - Apare în Germania la editura Ullstein prima ediție a Jurnalelor sale, sub denumirea Martyrolog. 27 mai - Moare într-un spital moscovit tatăl său, Arseni Tarkovski. După ceremonia civilă la Casa Centrală a Scriitorilor și cea religioasă la biserica Schimbării la Față, este înmormântat la cimitirul din Peredelkino.
- 1998, 19 ianuarie - Moare la Paris Larisa Tarkovskaia, bolnavă de cancer pulmonar. Este înmormântată alături de soțul ei, la cimitirul din Sainte-Genevieve-des-Bois.

### Copilăria lui Ivan
În 1961 începe cariera internațională a lui Andrei Tarkovski cu filmul Copilăria lui Ivan, acesta obținând premiul Leul de Aur la Veneția, în 1962. Tema filmului este maturizarea prematură a copilului și tragica distrugere a universului copilăriei, realitatea văzută prin ochii unui copil din timpul celui de-al Doilea Război Mondial.
Copilăria lui Ivan reprezintă primul film de lung metraj al lui Tarkovski, a cărui acțiune este situată în timpul războiului și este inspirată de propriile amintiri și de poezia tatălui său. 
Filmul se bazează pe două metafore antagonice: râul luminos, cu melancolica sa curgere, care reprezintă viața fericită de odinioară, și copacul înnegrit de flăcări, ars, simbol al morții, care apare în ultimul cadru. Sunt prezentate peripețiile din spatele liniilor inamice ale unui băiat orfan, sătul de atâta mizerie și dornic de a răzbuna moartea părinților săi.

### Andrei Rubliov
Andrei Rubliov, al doilea film al regizorului, cunoaște primele dificultăți reale în relațiile cu autoritățile. Iată ce îi reproșa, de pildă, primul secretar de partid al Moscovei: „La sfârșitul filmului dvs., Andrei Arsenievici, ploua pe icoanele lui Rubliov: voiați să spuneți prin asta că și acum, ca și în trecut, operele de artă sunt lăsate în voia sorții?”. Filmat în 1966, a apărut pe ecrane doar în 1971, din cauza autorităților sovietice. Într-o societate de cultură atee, lipsită de un realism spiritual autentic, orice portiță de evadare de sub teroarea gândirii comuniste, era de bun augur pentru societatea sovietică.

### Solaris
După mai multe încercări nereușite, scenariul următorului film, Solaris, făcut după cartea scriitorului polonez Stanislaw Lem, capodopera a literaturii est-europene, a fost aprobat de către conducere, ecranizarea peliculei fiind considerată mai puțin periculoasă. 
Blocul Comunist trebuia să apară în fața opiniei publice interne și externe, din rațiuni propagandistice, ca un monolit indestructibil, cu elementele componente într-o armonie impecabilă, cu funcționare ireproșabilă, sistemul în care oamenii muncii își trăiau „fericirea” la adăpost de orice pericol, sub grija și supravegherea permanentă a statului „protector”. 
Filmele lui Tarkovski creează un spațiu de libertate în care publicul vine să audă ceea ce, de regulă, nu se spune și reacționează într-o comuniune anonimă, plângând și aplaudând. Pe durata derulării filmului frica încetează să mai existe și o parte din societate iese din letargie.
O modalitate de exprimare culturală o constituie cinematograful, el are posibilitatea de a circula peste graniță. Toți acești tineri, care se cunosc între ei, scriu sau filmează laolaltă, în același stil, o altă perspectivă despre viața și țara lor.
Mersul societății, în general, ia o altă întorsătură. Noua generație avea tendința de a spune adevărul despre lumea în care trăia, despre grozăviile și nenorocirile ei. Noul val de intelectuali reprezintă o alternativă reală, ei au o cu totul altă optică asupra societății, optică care sperie puterea.  
Problema era, de fapt, că operele care erau criticate în țară erau apreciate foarte mult peste hotare, ceea ce se întâmpla și cu opera marelui regizor rus A. Tarkovki. Paradoxal, regizorul acuzat foarte frecvent de elitism, primește din partea publicului foarte multe scrisori, de la oameni de cele mai diverse profesii și niveluri de instruire. Impresiile erau diferite, dar marea majoritate erau mărturisiri pline de căldură, care dădeau certitudinea că regizorul este înțeles și iubit de foarte multă lume. Sensibilizarea publicului larg se datora, printre altele, împărtășirii aceleiași experiențe de viață: amintirea vremurilor antebelice, războiul, suferințele mute ale epocii staliniste- erau teme de largă rezonanță, erau răni tăcute ale sufletului rus. Filmul apela la simboluri colective, astfel încât nu mai era nevoie de cuvinte ori de pârghii narative pentru a reda ideea memoriei comune, a conștiinței, a vinovăției, a patriotismului, a relației subterane dintre om și istorie. Reversul medaliei: în Occident, filmul nu se bucura de același succes; părea prea încifrat, prea intim legat de sufletul rus, de planul ascuns al suferințelor lagărului estic. A fost difuzat mai târziu în Franța, abia în 1978, iar în Marea Britanie în 1980.

### Călăuza
Preocupat de ideea exprimării filmice a timpului subiectiv, a memoriei, cineastul își înscrie printre proiecte o adoptare după opera lui Proust; dar până la urmă atenția sa este captată de către literatura de anticipație, nuvela Picnic la marginea drumului a fraților Strugațki. În povestirea inițială, personajul Călăuzei are o alură de aventurier, iar miracolelor zonei li se acordă o pondere importantă. Ca în orice producție SF, povestirea își rezervă o coda filozofică: indiferența și cinismul civilizațiilor extraterestre față de dorința pământenilor de a stabili contactul. 
„Zona”, semn și urmă ale trecerii unei civilizații extrapământești, în aparență neprietenoasă, rămâne singurul loc respirabil de pe pământ. Agresivitatea Zonei nu este decât un răspuns, o apărare a naturii (sau o retragere a lui Dumnezeu) din fața agresivității omului. Drumul către inima Zonei, pe care numai cel curat îl poate călăuzi, este asemeni drumului către credință: plin de obstacole și plin de piedici de moarte la tot pasul.
Lăsând la o parte metafizica impusă voit de Tarkovski, putem să aruncăm o privire asupra felului în care regizorul a gândit securitatea Zonei, mult prea asemănătoare cu un lagăr. Dar ceea ce uimește este faptul că Zona este mai degrabă un „vest” posibil decât propriu-zis un lagăr siberian. 
Privind, apoi, spre sentimentele celor implicați în aventură, observăm aceeași frică ce domina toată populația Blocului Sovietic, frica de a vorbi liber, frica de a se mișca fără a nu privi înapoi, frica de a nu alege întodeauna drumul cel drept spre idealurile lor, ci de a ocoli sistemul.
De la începutul filmului, mizeria în care societatea rusă se afla ne udă pielea cu picăturile ce se aud, practic, tot timpul. Muzica ce accentuează fiecare moment mai important amintește de muzica de propagandă, astfel măreția momentului este frântă prin amintirea că, totuși, anticipația filmului este doar o crudă realitate.
Filmul, pe lângă impresionanta sa valoare artistică, vine să confirme ideea că omului, în general, nu i se mai poate arăta direct realitatea sau nu i se mai poate pune în față relația cu Dumnezeu, decât prin forța subtilului: „Realitatea trebuie să fie cât mai reală... adică pe înțelesul omului, cunoscută lui din copilărie. Cu cât este mai reală situația din film, cu atât este mai convingător autorul. Fantasticul este doar o aparență, esența nu are absolut nici o legatură cu fantasticul.” Tarkovski s-a folosit foarte bine aici de această armă ce nu provoacă răni fizice, ci doar lacrimi în ochii celor care îl înțeleg și sunt condamnați să nu ajungă niciodată în „Zonă”.
Timpul, ce pare la prima vedere narativ, totul petrecându-se de-a lungul unei zile,  fiind corect din punct de vedere cinematografic, în „Zonă” se dilată încât nu îți poți da seama dacă el curge mai repede sau mai încet, progresiv sau regresiv, se revine în locuri în care doar cel mai sceptic dintre cei trei își poate da seama. 
Asemănarea dintre personaje și individul din Blocul Comunist este frapantă, acest lucru nu se întâmplă numai în Călăuza, ci în toate filmele lui Tarkovski. Frica de ceva este mereu în sufletul celor trei, fiecare purtând nu numai povara singurătății, dar și conștientizarea insuportabilei forțe ce-i obligă să amâne încă o dată drumul drept spre libertate.
Soarta celor trei aruncă încă o umbră asupra individului strivit pe „nicovala” comunistă, și privat de drepturile omului modern, privind neputincios eforturile unor oameni de artă de a îmblânzi animalul inconștient din sufletul uman și de suferința a încă o zi de nepăsare, aceeași zi fără secunde, minute sau ore, doar plină de lacrimi și, câteodată, de speranță.

### Exilul
Din păcate, cineastul rus este forțat să plece în Vest, unde filmează ultimele două filme sugestive prin titlu: Sacrificiul și Nostalgia. Anunță în 1984, în cadrul unei conferințe de presă de la Milano, că a hotărât, împreună cu soția sa, să nu se mai întoarcă în patrie. La conferință participă și alți exilați ruși care au renunțat la cetățenie din motive politice. Conferința este larg mediatizată de presa europeană și americană, care prezintă lumii „cazul lui Tarkovski”. De atunci, cineastul locuiește împreună cu soția în Italia, Germania și Franța. 
Din păcate, în timpul montajului la ultimul său film află rezultatul analizelor: cancer pulmonar, dar regizorul continuă să participe la realizarea sincronizărilor finale împotriva bolii. Starea i se agravează din ce în ce mai mult și, în 1986, moare, fără a se mai întoarce în patrie. Moartea lui survine o dată cu începutul crizei sistemului comunist din U.R.S.S., când partidele comuniste din Occident își pierduseră însemnătatea, mișcarea de eliberare națională din lumea a treia, legată de Moscova, este depășită și „Solidaritatea” din Polonia face o breșă în sistemul socialismului. Moscova rămâne în urmă cu tehnologia și randamentul muncii.
Opinia publică din anul 1985 a fost exprimată cel mai bine prin titlul unui film turnat la sfârșitul anilor ’80 de un alt regizor rus Stanislav Govoruhin: Așa nu se trăiește.
Prin venirea la putere a lui Gorbaciov se deschide perioada de regândire a comunismului, încearcă să i se găsească o altă față, sub numele de Perestroika și Glasnost.
Cum demonstrează Tarkovski și ceilalți intelectuali din acea vreme, până la urmă, omului nu i se poate interzice condiția de a fi și privarea de o conștiință liberă și neîngrădită de forțe inferioare celei divine. Simplitatea cu care se manifestă forța fizică și psihică nu poate învinge credința și speranța milioanelor de suflete trezite de metafora numită dragoste.

## Tehnica cinematografică
Tarkovsky a dezvoltat o teorie a cinematografiei pe care a numit-o „sculptarea în timp”.
Prin aceasta el a vrut să evidențieze caracteristica unică a cinematografiei ca mediu, aceea de aborda experiența noastră despre timp și de a o modifica. Filmul neregulat transcrie timpul în timp real. Folosind filmări lungi și câteva tăieturi în filmele sale, el a urmărit să ofere spectatorilor un sentiment de trecere a timpului, timpul pierdut și relația dintre un moment de timp și altul.
Tarkovski s-a opus montajului și a considerat că baza artei cinematografice (arta filmului) este ritmul intern al imaginilor. El consideră cinematografia ca o reprezentare a curenților distinctivi sau undelor de timp, transmise în film prin ritmul său intern. Ritmul este în centrul „filmului poetic”. Un ritm ca o mișcare în interiorul cadrului (”sculptarea în timp”), și nu ca o succesiune de imagini în timp.  După cum afirmă Donato Totaro, editarea reunește secvențe care sunt deja umplute cu timp.  Timpul din cadru exprimă ceva semnificativ și adevărat care depășește evenimentele în sine, receptat în mod diferit de fiecare spectator în parte. Ritmul nu este determinat de lungimea secvențelor, ci de presiunea timpului care trece prin ele. 
Într-o declarație care articulează asemănările dintre modelul lui Gilles Deleuze, Tarkovski și modelul heterotopic al lui Foucault, Deleuze afirmă
„Imaginea timpului are puterea de a afecta modul în care gândim prin tăierea fluxului ordonat al timpului cronologic, continuitatea pe care se întemeiază unitatea și integritatea subiectului. Imaginea timpului alimentează gândirea și o împinge la limită unde se formează noile concepte și apar noi forme de subiectivitate și moduri de a fi în lume.”
Pentru Ian Christie, care discută problemele formalismului în cinematografie, filmul lui Tarkovsky produce o mișcare radicală în cinematografia modernă pentru că eliberează filmul din constrângerile regizorului, permițând filmului să trăiască în timpul propriu :
”Formalismul … spre deosebire de metodologiile structurale și psihanalitice, implică în mod crucial un spectator activ … Bordwell propune o teorie „constructivistă” care leagă percepția [Tarkovsky] și cunoașterea [Deleuze] … Conceptul cel mai influent al lui Bakhtin este, probabil, „dialogismul”, care a apărut în special din studiul său al romanelor lui Dostoievski … implică distincția dintre discursul direct al unui autor și cel al personajelor sale… Bakhtin a arătat modul în care aceste genuri interacționează cu genurile literare pentru a defini o „memorie de gen” [Tarkovsky] care stabilește limite pentru fiecare gen … Maya Turovskaya (1989) a folosit conceptul cronotopului pentru a evidenția ideea lui Andrei Tarkovsky despre cinema ca „timp imprimat.”
Deleuze scrie despre textul lui Tarkovsky, despre „figura cinematografică”, după cum urmează:
”… Tarkovsky spune că ceea ce este esențial este modul în care timpul curge în secvențe, tensiunea sa [adică timp-presiune] sau rarefacția, „presiunea timpului în secvență”. El pare să subscrie la alternativa clasică, secvență sau montaj, și să opteze net pentru secvență („figura cinematografică” există doar în interiorul secvenței).”

## Filmografie
- Compresorul și vioara (Katok i skripka) (film de metraj mediu studențesc, 1960);
- Copilăria lui Ivan (Ivanovno detstvo) (1962);
- Andrei Rubliov (1966 rel. 1971);
- Solaris (1972);
- Oglinda (Zerkalo) (1974);
- Călăuza (Stalker) (1979);
- Tempo di viaggio (documentar, 1983);
- Nostalgia (film) (Nostalghia) (1983);
- Sacrificiul (film) (Offret) (1986).